# Heinrich Georg Hoff
Heinrich Georg Hoff (* 13. November 1808 in Mannheim; † 27. April 1852 in New York, aus USA) war ein deutscher Verlagsbuchhändler und Revolutionär in der badischen Revolution 1848/49.

## Leben
Heinrich Georg Hoff wurde als Sohn des Konditors Karl Heinrich Hoff (1770–1837) und dessen Ehefrau Christine Ernestine geb. Laubinger (1776–1845) in Mannheim geboren. Er wirkte zunächst in Darmstadt und Stuttgart, anschließend von 1833 bis ca. 1849 in Mannheim, wo er eine wichtige Person der radikalen Opposition war. Als Verleger und Redakteur war er am Stadt- und Landboten (1834), dem Rheinischen Postillion (1838), der Deutschen Volkszeitung (1848) und zusammen mit Gustav Struve Herausgeber des Deutschen Zuschauers (Januar 1847 bis Dezember 1848). Dabei publizierte Hoff unter seinem Namen und den Pseudonymen Liber Fidelis und Fidelis Liber.
Hoff setzte sich für die Umgestaltung Deutschlands ein, wurde nach dem Scheitern der Revolution am 29. April 1848 verhaftet und kam ins Gefängnis nach Bruchsal. Nach gut sechs Monate in Untersuchungshaft kam Hoff gegen Kaution am 10. November 1848 wieder frei. 1849 stand er wieder an der Spitze der revolutionären Bewegung in Mannheim. Am 19. Mai 1849 wurde er vom Landesausschuss in Karlsruhe zum Zivilkommissär für Mannheim bestellt und am 3. Juni zum Abgeordneten in die Konstituierende Landesversammlung Badens gewählt. Nach dem Zusammenbruch der Revolution wurde Hoff in Abwesenheit zu zwanzig Jahren Zuchthaus verurteilt. Er flüchtete über die Schweiz in die USA, wo er 1852 in einem Krankenhaus in New York verstarb.

## Privates
Hoff heiratete 1838 Helene Louise Engelhorn (1820–1846) in Mannheim und hatte vier Töchter. Die Ehe wurde später geschieden. Helene war eine Schwester von Friedrich Engelhorn, dem Gründer der Badische Anilin- & Soda-Fabrik AG (BASF). Im Mannheimer Stadtteil Almenhof wurde eine Straße nach ihm benannt.
Sein Neffe war der Kunstmaler Karl Hoff.